# René Malliavin
Pour les articles homonymes, voir Malliavin.
René Malliavin (pseudonyme occasionnel : Michel Dacier) (1896-1970) est un avocat et journaliste d'extrême droite français.

## Biographie

### Famille
Né à Paris, fils de Georges Paul Malliavin et de Françoise Marie Thérèse Ribeyre, René Pierre Antoine Malliavin épouse le 8 janvier 1925 Madeleine Delavenne, fille de Georges Delavenne, conseiller municipal du VIIe arrondissement de Paris et conseiller général, qui sera médecin et directrice d'Écrits de Paris. Il est le père du mathématicien Paul Malliavin, né en 1925.

### Carrière
Docteur en droit et licencié ès lettres, il est le secrétaire particulier du président de la République Paul Deschanel. Il est avocat au barreau de Paris. Il est le conseiller juridique de l'Agence de presse Inter-France ; l'un de ses beaux-frères, André Delavenne, est directeur-adjoint d'Inter-France informations sous l'Occupation.
Fidèle au régime de Vichy de Philippe Pétain, il fonda en décembre 1944 le mensuel Questions actuelles. C'est alors le bulletin d'une association, le Centre d’études économiques et sociales (C.E.E.S.), présidé par son beau-père Georges Delavenne. Il n'est diffusé qu'aux membres de l'association. Cela permet d'éviter la demande d'autorisation, nécessaire à l'époque. Malliavin rédige ses éditoriaux sous le pseudonyme de Michel Dacier, alors qu'il est interné jusqu'en 1945.
Ce périodique devient Écrits de Paris en janvier 1947. Malliavin et la famille Delavenne ont participé au tour de table de la société éditrice, la Société parisienne d’Editions et de Publications (S.P.E.P.). C'est un organe hostile au « résistantialisme », qui rassemble des épurés et/ou des intellectuels et des hommes politiques de droite et d'extrême droite.
Il rédige aussi l'éditorial de la lettre hebdomadaire (Privé-France) du Centre des hautes études américaines à ses débuts.
Malliavin milita pour l'amnistie des personnes visées par l'épuration à la Libération en France et fonda, en 1951, le journal d'extrême droite Rivarol (« hebdomadaire de l'opposition nationale et européenne ») qu'il dirige jusqu'en 1970 et qui existe toujours aujourd'hui.

## Œuvres
- La Délégation en droit public, Giard et Brière, 1920, 160 p.
- La Politique nationale de Paul Deschanel, H. Champion, 1925, 195 p.
- Écrits politiques, Société parisienne d'édition et de publication, 1974, 555 p.